# Paris-Nice 1988
Paris-Nice 1988 est la 46e édition de la course cycliste Paris-Nice. La course a lieu entre le 8 et le 13 mars 1988. La victoire revient au coureur irlandais Sean Kelly de l’équipe Kas-Canal 10 devant Ronan Pensec (Z-Peugeot) et Julián Gorospe (Reynolds).

## Participants
Dans cette édition de Paris-Nice, 156 coureurs participent divisés en 18 équipes : Kas-Canal-10, Z-Peugeot, Reynolds, Toshiba, Système U, Carrera Jeans-Vagabond, Fagor-MBK, Hitachi-Bosal, Teka, R.M.O.-Mavic-Liberia, Panasonic-Isostar, B.H. Sport, 7 Eleven, Sigma-Fina, ADR-Mini-Flat-Enerday, Malvor-Bottecchia-Sidi et les équipes nationales amateurs de Suisse et du Japon. L'épreuve est terminée par 122 coureurs.

## Étapes
| Étapes                | Date    | Villes étapes                          | Km     | Vainqueur d'étape | Leader du classement général |
| --------------------- | ------- | -------------------------------------- | ------ | ----------------- | ---------------------------- |
| 1re étape             | 8 mars  | Villefranche-sur-Saône - Saint-Étienne | 194 km | Sean Yates        | Sean Yates                   |
| 2e étape              | 9 mars  | Saint-Étienne - Valréas                | 200 km | Soren Lilholt     | Sean Yates                   |
| 3e étape              | 10 mars | Salon-de-Provence - Mont Faron         | 179 km | Andrew Hampsten   | Sean Yates                   |
| 4e étape              | 11 mars | Toulon - Saint-Tropez                  | 175 km | Etienne De Wilde  | Sean Kelly                   |
| 5e étape              | 12 mars | Saint-Tropez - Mandelieu-la-Napoule    | 167 km | Patrice Esnault   | Sean Kelly                   |
| 6e étape, 1er secteur | 13 mars | Mandelieu-la-Napoule - Nice            | 100 km | Andreas Kappes    | Sean Kelly                   |
| 6e étape, 2e secteur  | 13 mars | Nice - Col d'Èze (clm)                 | 10 km  | Sean Kelly        | Sean Kelly                   |

## Résultats des étapes

### 1reétape
8-03-1988. Villefranche-sur-Saône-Saint-Étienne, 194 km.
|   | Cycliste         | Équipe     | Temps           |
| - | ---------------- | ---------- | --------------- |
| 1 | Sean Yates       | Fagor-MBK  | 5 h 37 min 10 s |
| 2 | Bruno Wojtinek   | Z-Peugeot  | + 2 min 12 s    |
| 3 | Etienne De Wilde | Sigma-Fina | m.t.            |

### 2eétape
9-03-1988. Saint-Étienne-Valréas 200 km.
|   | Cycliste         | Équipe       | Temps           |
| - | ---------------- | ------------ | --------------- |
| 1 | Soren Lilholt    | Sigma-Fina   | 4 h 47 min 10 s |
| 2 | Sean Kelly       | Kas-Canal 10 | + 1 min 12 s    |
| 3 | Etienne De Wilde | Sigma-Fina   | m.t.            |

### 3eétape
10-03-1988. Salon-de-Provence-Mont Faron 179 km.
|   | Cycliste        | Équipe       | Temps           |
| - | --------------- | ------------ | --------------- |
| 1 | Andrew Hampsten | 7 Eleven     | 4 h 50 min 47 s |
| 2 | Sean Kelly      | Kas-Canal 10 | + 27 s          |
| 3 | Pascal Simon    | Z-Peugeot    | m.t.            |

### 4eétape
11-03-1988. Toulon-Saint-Tropez, 175 km.
|   | Cycliste         | Équipe                | Temps           |
| - | ---------------- | --------------------- | --------------- |
| 1 | Etienne De Wilde | Sigma-Fina            | 4 h 32 min 10 s |
| 2 | Sean Kelly       | Kas-Canal 10          | m.t.            |
| 3 | Janusz Kuum      | ADR-Mini-Fiat-Enerday | m.t.            |

### 5eétape
12-03-1988. Saint-Tropez-Mandelieu-la-Napoule, 167 km.
|   | Cycliste        | Équipe                | Temps           |
| - | --------------- | --------------------- | --------------- |
| 1 | Patrice Esnault | R.M.O.-Mavic-Liberia  | 4 h 47 min 09 s |
| 2 | Bruno Cornillet | Z-Peugeot             | + 10 s          |
| 3 | Eddy Planckaert | ADR-Mini-Fiat-Enerday | + 15 s          |

### 6eétape,1ersecteur
13-03-1988. Mandelieu-la-Napoule-Nice, 100 km.
|   | Cycliste               | Équipe     | Temps           |
| - | ---------------------- | ---------- | --------------- |
| 1 | Andreas Kappes         | Toshiba    | 2 h 29 min 35 s |
| 2 | Malcolm Elliott        | Fagor-MBK  | m.t.            |
| 3 | Manuel Jorge Domínguez | B.H. Sport | m.t.            |

### 6eétape,2esecteur
13-03-1988. Nice-Col d'Èze, 10 km (clm).
|   | Cycliste       | Équipe       | Temps       |
| - | -------------- | ------------ | ----------- |
| 1 | Sean Kelly     | Kas-Canal 10 | 20 min 11 s |
| 2 | Ronan Pensec   | Z-Peugeot    | + 2 s       |
| 3 | Julián Gorospe | Reynolds     | + 11 s      |

## Classements finals

### Classement général
|    | Cycliste       | Équipe                | Temps            |
| -- | -------------- | --------------------- | ---------------- |
| 1  | Sean Kelly     | Kas-Canal 10          | 27 h 27 min 01 s |
| 2  | Ronan Pensec   | Z-Peugeot             | + 18 s           |
| 3  | Julián Gorospe | Reynolds              | + 36 s           |
| 4  | Pascal Simon   | Système U             | + 1 min 20 s     |
| 5  | Laurent Fignon | Système U             | + 2 min 08 s     |
| 6  | Luc Leblanc    | Toshiba               | + 2 min 46 s     |
| 7  | Peter Hilse    | Teka                  | + 2 min 52 s     |
| 8  | Álvaro Pino    | B.H. Sport            | m.t.             |
| 9  | Robert Millar  | Fagor-MBK             | + 3 min 03 s     |
| 10 | Janusz Kuum    | ADR-Mini-Fiat-Enerday | + 3 min 30 s     |